# Jacques Canselier
Jacques Canselier, ou Jacques Cancelier, est un acteur français.

## Filmographie sélective

### Cinéma
- 1969 : Clérambard de Yves Robert
- 1971 : Macédoine de Jacques Scandelari
- 1971 : Max et les Ferrailleurs de Claude Sautet : Jean-Jean
- 1972 : Avoir vingt ans dans les Aurès de René Vautier : Coco
- 1972 : Chut ! de Jean-Pierre Mocky
- 1973  : Les grands sentiments font les bons gueuletons de Michel Berny
- 1973  : L'Histoire très bonne et très joyeuse de Colinot trousse-chemise de Nina Companeez : la bourgeoise
- 1974 : Bons baisers... à lundi de Michel Audiard
- 1974 : Comment réussir quand on est con et pleurnichard de Michel Audiard : l'agent voyeur de vidéosurveillance de l'hôtel
- 1975 : L'Agression de Gérard Pirès
- 1975  : Parlez-moi d'amour  de Michel Drach : Le jockey
- 1976 : La ville est à nous de Serge Poljinsky : Hernandez
- 1977  : Vous n'aurez pas l'Alsace et la Lorraine de Coluche et Marc Monnet : L'exité
- 1978  : L'Ange gardien de Jacques Fournier : Robert, le Carrossier
- 1978  : Le Dernier Amant romantique de Just Jaeckin : Giacomo, le prestidigitateur
- 1979 : Le Mors aux dents de Laurent Heynemann : Toledo
- 1979 : Un si joli village d'Étienne Périer : Javel, le greffier de Noblet
- 1979 : La Ville des silences de Jean Marboeuf : Le petit tueur
- 1979 : Le Maître-nageur de Jean-Louis Trintignant : Le petit homme
- 1980 : Un escargot dans la tête de Jean-Etienne Siry : Le supporter
- 1981 : Le Professionnel de Georges Lautner : le livreur de fleurs
- 1981 : Cher Alexandre (court métrage) de Ann Le Monnier : Alexandre
- 1981 : Si ma gueule vous plaît... de Michel Caputo : Le 'sosie' de Robert Redford
- 1982 : Elle voit des nains partout ! de Jean-Claude Sussfeld : le gnome
- 1982  : Niveau moins trois (court métrage) de Geoffroy Larcher
- 1983 : La petite bande de Michel Deville : Le psychiatre ficelé
- 1983 : Prends ton passe-montagne, on va à la plage de Eddy Matalon  : L'homme qui va au Larzac
- 1984 : French Lover de Richard Marquand
- 1984 : Les Frères corses de Cheech & Chong : Store owner 32
- 1984 : Until September de Richard Marquand : Pet Shop Man
- 1985 : Urgence de Gilles Béhat : Joël
- 1991 : La Cabine (court métrage) de Patrick Rufo
- 1992 : Vagabond d'Ann Le Monnier : Cormier

### Télévision
- 1969 : La cravache d'or (épisode #1.3) de André Michel
- 1970 : Rendez-vous à Badenberg, feuilleton de Jean-Michel Meurice
- 1970 : Mauregard (épisode 1885 : Le temps des amours) de Claude de Givray : Yvernon
- 1974 : Bons Baisers d'Astérix de Pierre Desfons : César
- 1976 : Messieurs les jurés (épisode L'affaire Jasseron) : M. Leuroux
- 1977 : Les Amoureux : Fabrice
- 1979 : Cinéma 16 (épisode L'Œil du sorcier) de Alain Dhénaut  : Entrefin
- 1980 : Les Dossiers de l'écran (La faute de Monsieur Bertillon)  : Martin Dupont
- 1980 : Médecins de nuit de Peter Kassovitz, épisode : Un plat cuisiné (série télévisée) : Patrick, le client malade
- 1981 : Le Boulanger de Suresnes, téléfilm de Jean-Jacques Goron
- 1981 : Les Gaietés de la correctionnelle (épisode Le petit qui avait peur des gros) : Pitois
- 1981 : Pause café (épisode #1.1 #1.3 #1.5 #1.6) : M. Varlot, le prof de physique-chimie
- 1981 : Les Cinq Dernières Minutes (épisode Un cœur sur mesure) : André Millon
- 1983 : Cinéma 16 (épisode Le Château faible) de Jean Larriaga : Entrefin
- 1984 : Les Cinq Dernières Minutes (épisode Meurtre sans pourboire)  La Fouine
- 1985 : La Lune d'Omaha de Jean Marbœuf : Fernand Delouis
- 1985 : Madame et ses flics (épisode Fréquence malédiction)
- 1987 : Bonne chance monsieur Pic !, téléfilm de Maurice Failevic : le malingre
- 1988 : Marc et Sophie (épisode Bip Bip) : Vasson
- 1993 : Navarro (épisode Le voisin du dessus) : Émile
- 1993 : Nestor Burma : (Des kilomètres de linceuls)
- 2004 : Navarro (épisode Une affaire brûlante) : André Chiron